# یواس‌اس زلیما (ای‌اف-۴۹)
یواس‌اس زلیما (ای‌اف-۴۹) (به انگلیسی: USS Zelima (AF-49)) یک کشتی بود که طول آن ۴۵۹ فوت ۲ اینچ (۱۳۹٫۹۵ متر) بود. این کشتی در سال ۱۹۴۵ ساخته شد.